# Gradnja
Gradnja (en serbe cyrillique : Градња) est un village de Serbie situé sur le territoire de la Ville de Vranje, district de Pčinja. Au recensement de 2011, il comptait 187 habitants.

## Tourisme

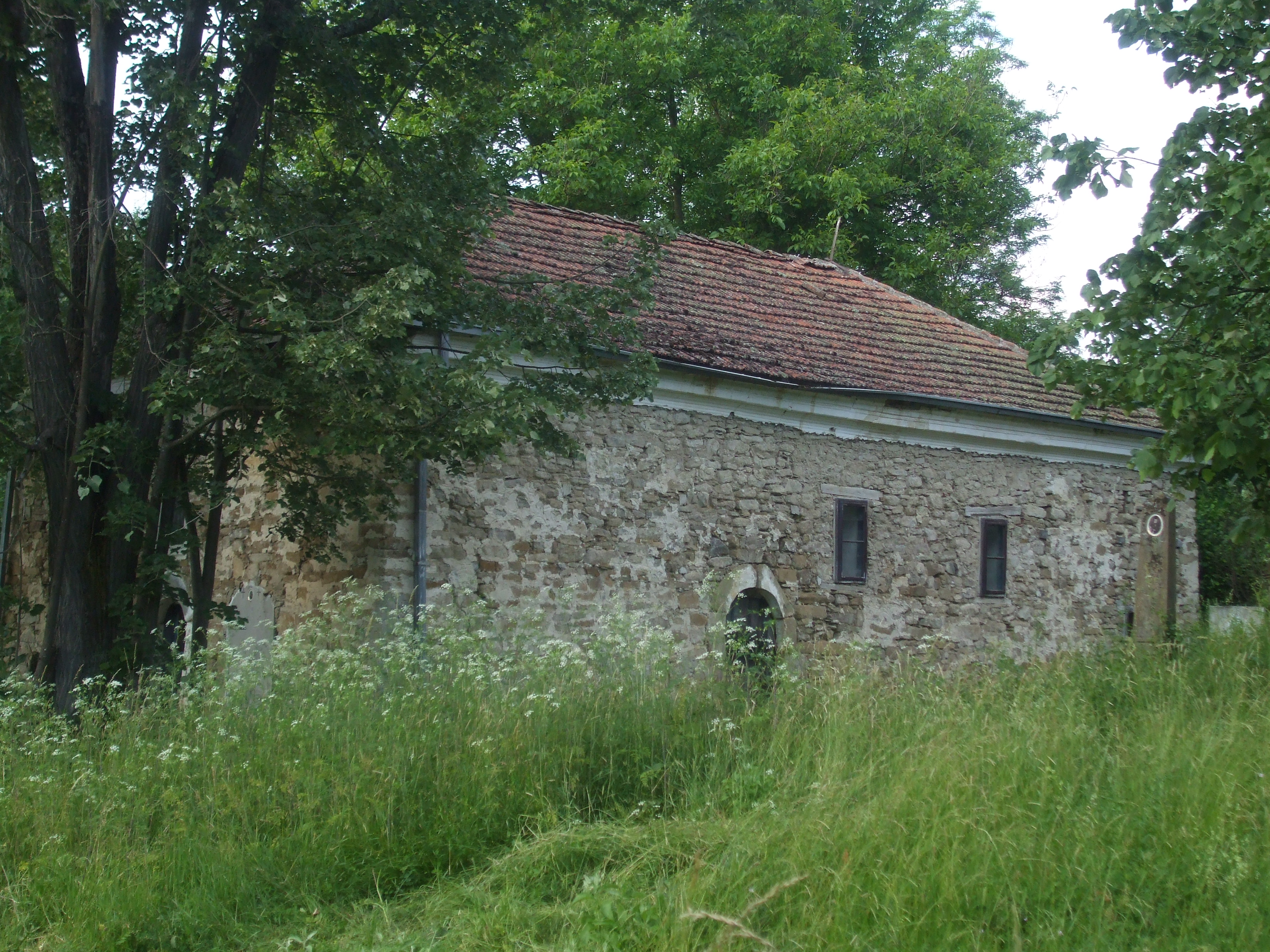
L'église Saint-Nicolas de Gradnja

## Démographie

### Évolution historique de la population
| 1948 | 1953 | 1961 | 1971 | 1981 | 1991 | 2002 | 2011 |
| ---- | ---- | ---- | ---- | ---- | ---- | ---- | ---- |
| 682  | 687  | 599  | 494  | 351  | 293  | 247  | 187  |

|  |